# Japán Nemzeti Űrfejlesztési Hivatal
Japán Nemzeti Űrfejlesztési Hivatal (angolul: National Space Development Agency, NASDA). A NASDA többnyire kommunikációs és Föld megfigyelő műholdak programját végezte eredményesen.

## Története
Az egyetemi reform végrehajtásaként, 1964-ben a Tokiói Városi Egyetem támogatásával létrehozott Űr- és Asztronautikai Intézmény (japánul: 宇宙 科学研究 本部, Institute of Space and Astronautical Science, ISAS),  mellett állami irányítással létrehozták az Nemzeti Űrfejlesztési Központot (National Space Development Center, NSDC). 1969-ben a neve Nemzeti Űrfejlesztési Hivatal (National Space Development Agency, NASDA) lett. Központja Tanegashima szigetén volt. Szolgálatát nem önállóan, hanem az Oktatási, Kulturális, Sport, Tudományos és Technológiai minisztérium (MEXT) keretében végezte.
Japán 1970. február 11-én az Ószumi teszt műhold felbocsátásával a Szovjetuniót, Amerikát, és Franciaországot követve negyedikként vált saját hordozórakétával is rendelkező űrhatalommá.
Takarékossági okok, illetve a tudományos- és technikai feltételeket összpontosítása érdekében 2003. október 1-én a három korábbi űrtevékenységet folytató japán szervezet, a NASDA, az ISAS és a NAL (National Aerospace Laboratory, Japán Nemzeti Légtér- és Világűr Laboratórium) egyesítésével létrehozták a Japán Űrügynökséget (Japanese Aerospace Exploration Agency, JAXA). Központja Tanegashima szigetén van.
A NASDA feladata volt rakéták fejlesztése (kísérletek), műholdak gyártása (tudományos, technikai), felbocsátása (indító bázisok), üzemeltetése (nyomon követés), közeli- és távlati űrtervek kidolgozása. Együttműködni az amerikai és az orosz űrügynökségekkel, részt venni a Nemzetközi Űrállomás programjában. Az űrkutatást részben önállóan, részben Amerikával együttműködve végzik.

### Történeti adatok
- 1969 októberében elkészült a Tanegasima Űrközpont, Kodaira és Mitaka bázisokkal. Kiépítésre került a Katsuura és Okinawa követő állomás.
- 1970-ben megkezdték az N–I rakéta fejlesztését,
- 1972-ben elkészült a Cukuba Űrközpont,
- 1976-ban megkezdték az N–II rakéta fejlesztését,
- 1978 októberében létrehozták a Föld-megfigyelési központot,
- 1979 augusztusában megnyílt a Tanegashima Űrközpont múzeuma,
- 1981-ben megkezdték az H–I rakéta fejlesztését,
- 1985-ben megkezdték az H–II rakéta fejlesztését. Együttműködve a NASA-val a Space Shuttle szolgálatra kiválasztottak három küldetésfelelőst (kutatás, szerelés).
- 1988-ban aláírták a Nemzetközi Űrállomás építésének dokumentumait,
- 1993-ban megkezdték az J–I rakéta fejlesztését,

## Rakéták
A NASDA tervezte/építette az N–I, H–I, H–II és H–IIA rakétákat, valamint gyakorlati célú műholdakat, mint a Kikut, a Himawarit vagy a Midorit. A szilárd hajtóanyagú rakétákat, nagyobb teljesítményű folyékony üzemanyagú hordozórakétákra cserélte.

## Űrhajósok
1985-ben, 1990-ben, 1992-ben, 1996-ban és 1999-ben végeztek űrhajós toborzást. Japán az egyetlen nagy űrhatalom, ahol az űrhajósok egyike sem rendelkezik katonai előélettel. A szigetország elég későn, csupán huszonegyedik nemzetként tudhatta polgárát a világűrben. Az első japán űrhajós Akijama Tojohiro lett, aki első kereskedelmi űrrepüléseként 1990-ben a Mir űrállomáson járt. Az első hivatalos űrhajós Mamoru Mohri lett, aki az STS–47 és az STS–99 Endeavour űrrepülőgép küldetésfelelőseként teljesített szolgálatot.

## Nemzetközi Űrállomás
Elsők között Vakata Kóicsi és Nogucsi Szóicsi vett részt a ISS építésében, az előírt szolgálati feladatok teljesítésében.